# Tapelan (Ngraho)
Tapelan is een bestuurslaag in het regentschap Bojonegoro van de provincie Oost-Java, Indonesië. Tapelan telt 2356 inwoners (volkstelling 2010).